# Kind of Blue
是美国爵士乐手邁爾士·戴維斯的一张录音室专辑，由哥伦比亚唱片发行于1959年8月17日。该专辑在纽约市CBS30街录音室录音，录音期为1959年3月2日和4月22日。参与录音的有戴维斯的六人组，包括钢琴师比爾·艾文斯、鼓手吉米·柯布、贝斯手保罗·钱伯斯、萨克斯风演奏家約翰·柯川和加農炮艾德利。在艾文斯加入后，戴维斯继续了他在前一张专辑（1958）中尝试的莫達爾爵士樂。完全以调式（modality）为基础，和他早期的硬博普樂风格截然不同。
很多音乐写手称该专辑不但是最畅销的戴维斯专辑，还是史上最畅销的爵士乐专辑，尽管具体数字有一定争议。2008年10月7日，它获得了美國唱片業協會（RIAA）的5×白金认证。许多乐评人视其为戴维斯最好的作品、史上最伟大的爵士专辑。该专辑对爵士乐、摇滚乐和古典音乐的影响使它被承认为史上最有影响力的专辑之一。2002年，它被美国国会图书馆列入国家录音登记部的保护名单。2003年，它在《滚石》杂志的“史上最伟大的500张专辑”榜单上排名第12位。